# Pompey (New York)
Pour l’article homonyme, voir Pompey.
Pompey est une ville du comté d'Onondaga dans l'État de New York.
Sa population était de 7 080 habitants en 2010.